# Alajos Szokolyi
Alajos Szokolyi ou Alajos Szokoly (en slovaque: Alojz Sokol), né le 19 juin 1871 et décédé le 9 septembre 1932, était un athlète hongrois, médaillé de bronze lors des Jeux olympiques d'été de 1896 à Athènes.

## Carrière
Szokolyi participe à l'épreuve du 100 mètres, terminant deuxième de la série qualificative pour la finale avec un temps de 12 s 75. En finale, Szokolyi est un des trois athlètes à réaliser 12 s 6.  Les juges officiels décident que lui et Francis Lane, qui a battu Szokolyi en série, ont terminé à égalité pour la troisième place. Aléxandros Khalkokondýlis (Grèce) termine selon les officiels juste derrière eux. Szokolyi et Lane partagent la médaille de bronze selon le classement postérieur établi par le Comité international olympique. En effet, en 1896, les troisièmes ne reçoivent aucune distinction.
Szokolyi termine quatrième au concours du triple saut, avec la meilleure mesure à 11,26 mètres.
Il dispute également le 110 m haies.

## Palmarès
| Date | Compétition           | Lieu    | Résultat         | Épreuve          | Performance |
| ---- | --------------------- | ------- | ---------------- | ---------------- | ----------- |
| 1896 | Jeux olympiques d'été | Athènes | 3e               | 100 m            | 12 s 6      |
| 1896 | Jeux olympiques d'été | Athènes | Éliminé en série | 110 m haies      | Inconnue    |
| 1896 | Jeux olympiques d'été | Athènes | Non-partant      | Saut en hauteur  | DNS         |
| 1896 | Jeux olympiques d'été | Athènes | Non-partant      | Saut à la perche | DNS         |
| 1896 | Jeux olympiques d'été | Athènes | Non-partant      | Saut en longueur | DNS         |
| 1896 | Jeux olympiques d'été | Athènes | 4e               | Triple saut      | 11,26 m     |